# Katalanskt parti
Den här artikeln använder algebraisk schacknotation för att beskriva schackdragen.
Katalanskt parti är en schacköppning som karaktäriseras av att vit tidigt spelar d4, c4, g3 och Lg2. Dragen kan utföras i olika ordning men en typisk dragföljd är:
1.d4 Sf6
2.c4 e6
3.g3
Katalanskt parti har likheter med damgambit, med den viktiga skillnaden att vit fianchetterar sin vitfältslöpare, och med Retis öppning.
Det är en etablerad öppning som har använts av många elitspelare och i flera VM-matcher.
Öppningen fick sitt namn vid en turnering i Kataloniens huvudstad Barcelona 1929. Arrangörerna anordnade då en tävling där deltagarna skulle uppfinna och spela en ny öppning som skulle få namnet katalanskt parti. Tävlingen vanns av Savielly Tartakower.

## Varianter
Efter dragen ovan följer normalt 3…d5 4.Lg2.
Man skiljer sen på öppet katalanskt, där svart slår bonden på c4, och slutet katalanskt, där svart håller i sin d5-bonde.

### Öppet katalanskt
|   | a | b | c | d | e | f | g | h |   |
| 8 | a8 svart torn · b8 svart springare · c8 svart löpare · d8 svart drottning · e8 svart kung · f8 svart löpare · h8 svart torn · a7 svart bonde · b7 svart bonde · c7 svart bonde · f7 svart bonde · g7 svart bonde · h7 svart bonde · e6 svart bonde · f6 svart springare · c4 svart bonde · d4 vit bonde · g3 vit bonde · a2 vit bonde · b2 vit bonde · e2 vit bonde · f2 vit bonde · g2 vit löpare · h2 vit bonde · a1 vit torn · b1 vit springare · c1 vit löpare · d1 vit drottning · e1 vit kung · g1 vit springare · h1 vit torn | a8 svart torn · b8 svart springare · c8 svart löpare · d8 svart drottning · e8 svart kung · f8 svart löpare · h8 svart torn · a7 svart bonde · b7 svart bonde · c7 svart bonde · f7 svart bonde · g7 svart bonde · h7 svart bonde · e6 svart bonde · f6 svart springare · c4 svart bonde · d4 vit bonde · g3 vit bonde · a2 vit bonde · b2 vit bonde · e2 vit bonde · f2 vit bonde · g2 vit löpare · h2 vit bonde · a1 vit torn · b1 vit springare · c1 vit löpare · d1 vit drottning · e1 vit kung · g1 vit springare · h1 vit torn | a8 svart torn · b8 svart springare · c8 svart löpare · d8 svart drottning · e8 svart kung · f8 svart löpare · h8 svart torn · a7 svart bonde · b7 svart bonde · c7 svart bonde · f7 svart bonde · g7 svart bonde · h7 svart bonde · e6 svart bonde · f6 svart springare · c4 svart bonde · d4 vit bonde · g3 vit bonde · a2 vit bonde · b2 vit bonde · e2 vit bonde · f2 vit bonde · g2 vit löpare · h2 vit bonde · a1 vit torn · b1 vit springare · c1 vit löpare · d1 vit drottning · e1 vit kung · g1 vit springare · h1 vit torn | a8 svart torn · b8 svart springare · c8 svart löpare · d8 svart drottning · e8 svart kung · f8 svart löpare · h8 svart torn · a7 svart bonde · b7 svart bonde · c7 svart bonde · f7 svart bonde · g7 svart bonde · h7 svart bonde · e6 svart bonde · f6 svart springare · c4 svart bonde · d4 vit bonde · g3 vit bonde · a2 vit bonde · b2 vit bonde · e2 vit bonde · f2 vit bonde · g2 vit löpare · h2 vit bonde · a1 vit torn · b1 vit springare · c1 vit löpare · d1 vit drottning · e1 vit kung · g1 vit springare · h1 vit torn | a8 svart torn · b8 svart springare · c8 svart löpare · d8 svart drottning · e8 svart kung · f8 svart löpare · h8 svart torn · a7 svart bonde · b7 svart bonde · c7 svart bonde · f7 svart bonde · g7 svart bonde · h7 svart bonde · e6 svart bonde · f6 svart springare · c4 svart bonde · d4 vit bonde · g3 vit bonde · a2 vit bonde · b2 vit bonde · e2 vit bonde · f2 vit bonde · g2 vit löpare · h2 vit bonde · a1 vit torn · b1 vit springare · c1 vit löpare · d1 vit drottning · e1 vit kung · g1 vit springare · h1 vit torn | a8 svart torn · b8 svart springare · c8 svart löpare · d8 svart drottning · e8 svart kung · f8 svart löpare · h8 svart torn · a7 svart bonde · b7 svart bonde · c7 svart bonde · f7 svart bonde · g7 svart bonde · h7 svart bonde · e6 svart bonde · f6 svart springare · c4 svart bonde · d4 vit bonde · g3 vit bonde · a2 vit bonde · b2 vit bonde · e2 vit bonde · f2 vit bonde · g2 vit löpare · h2 vit bonde · a1 vit torn · b1 vit springare · c1 vit löpare · d1 vit drottning · e1 vit kung · g1 vit springare · h1 vit torn | a8 svart torn · b8 svart springare · c8 svart löpare · d8 svart drottning · e8 svart kung · f8 svart löpare · h8 svart torn · a7 svart bonde · b7 svart bonde · c7 svart bonde · f7 svart bonde · g7 svart bonde · h7 svart bonde · e6 svart bonde · f6 svart springare · c4 svart bonde · d4 vit bonde · g3 vit bonde · a2 vit bonde · b2 vit bonde · e2 vit bonde · f2 vit bonde · g2 vit löpare · h2 vit bonde · a1 vit torn · b1 vit springare · c1 vit löpare · d1 vit drottning · e1 vit kung · g1 vit springare · h1 vit torn | a8 svart torn · b8 svart springare · c8 svart löpare · d8 svart drottning · e8 svart kung · f8 svart löpare · h8 svart torn · a7 svart bonde · b7 svart bonde · c7 svart bonde · f7 svart bonde · g7 svart bonde · h7 svart bonde · e6 svart bonde · f6 svart springare · c4 svart bonde · d4 vit bonde · g3 vit bonde · a2 vit bonde · b2 vit bonde · e2 vit bonde · f2 vit bonde · g2 vit löpare · h2 vit bonde · a1 vit torn · b1 vit springare · c1 vit löpare · d1 vit drottning · e1 vit kung · g1 vit springare · h1 vit torn | 8 |
| 7 | a8 svart torn · b8 svart springare · c8 svart löpare · d8 svart drottning · e8 svart kung · f8 svart löpare · h8 svart torn · a7 svart bonde · b7 svart bonde · c7 svart bonde · f7 svart bonde · g7 svart bonde · h7 svart bonde · e6 svart bonde · f6 svart springare · c4 svart bonde · d4 vit bonde · g3 vit bonde · a2 vit bonde · b2 vit bonde · e2 vit bonde · f2 vit bonde · g2 vit löpare · h2 vit bonde · a1 vit torn · b1 vit springare · c1 vit löpare · d1 vit drottning · e1 vit kung · g1 vit springare · h1 vit torn | a8 svart torn · b8 svart springare · c8 svart löpare · d8 svart drottning · e8 svart kung · f8 svart löpare · h8 svart torn · a7 svart bonde · b7 svart bonde · c7 svart bonde · f7 svart bonde · g7 svart bonde · h7 svart bonde · e6 svart bonde · f6 svart springare · c4 svart bonde · d4 vit bonde · g3 vit bonde · a2 vit bonde · b2 vit bonde · e2 vit bonde · f2 vit bonde · g2 vit löpare · h2 vit bonde · a1 vit torn · b1 vit springare · c1 vit löpare · d1 vit drottning · e1 vit kung · g1 vit springare · h1 vit torn | a8 svart torn · b8 svart springare · c8 svart löpare · d8 svart drottning · e8 svart kung · f8 svart löpare · h8 svart torn · a7 svart bonde · b7 svart bonde · c7 svart bonde · f7 svart bonde · g7 svart bonde · h7 svart bonde · e6 svart bonde · f6 svart springare · c4 svart bonde · d4 vit bonde · g3 vit bonde · a2 vit bonde · b2 vit bonde · e2 vit bonde · f2 vit bonde · g2 vit löpare · h2 vit bonde · a1 vit torn · b1 vit springare · c1 vit löpare · d1 vit drottning · e1 vit kung · g1 vit springare · h1 vit torn | a8 svart torn · b8 svart springare · c8 svart löpare · d8 svart drottning · e8 svart kung · f8 svart löpare · h8 svart torn · a7 svart bonde · b7 svart bonde · c7 svart bonde · f7 svart bonde · g7 svart bonde · h7 svart bonde · e6 svart bonde · f6 svart springare · c4 svart bonde · d4 vit bonde · g3 vit bonde · a2 vit bonde · b2 vit bonde · e2 vit bonde · f2 vit bonde · g2 vit löpare · h2 vit bonde · a1 vit torn · b1 vit springare · c1 vit löpare · d1 vit drottning · e1 vit kung · g1 vit springare · h1 vit torn | a8 svart torn · b8 svart springare · c8 svart löpare · d8 svart drottning · e8 svart kung · f8 svart löpare · h8 svart torn · a7 svart bonde · b7 svart bonde · c7 svart bonde · f7 svart bonde · g7 svart bonde · h7 svart bonde · e6 svart bonde · f6 svart springare · c4 svart bonde · d4 vit bonde · g3 vit bonde · a2 vit bonde · b2 vit bonde · e2 vit bonde · f2 vit bonde · g2 vit löpare · h2 vit bonde · a1 vit torn · b1 vit springare · c1 vit löpare · d1 vit drottning · e1 vit kung · g1 vit springare · h1 vit torn | a8 svart torn · b8 svart springare · c8 svart löpare · d8 svart drottning · e8 svart kung · f8 svart löpare · h8 svart torn · a7 svart bonde · b7 svart bonde · c7 svart bonde · f7 svart bonde · g7 svart bonde · h7 svart bonde · e6 svart bonde · f6 svart springare · c4 svart bonde · d4 vit bonde · g3 vit bonde · a2 vit bonde · b2 vit bonde · e2 vit bonde · f2 vit bonde · g2 vit löpare · h2 vit bonde · a1 vit torn · b1 vit springare · c1 vit löpare · d1 vit drottning · e1 vit kung · g1 vit springare · h1 vit torn | a8 svart torn · b8 svart springare · c8 svart löpare · d8 svart drottning · e8 svart kung · f8 svart löpare · h8 svart torn · a7 svart bonde · b7 svart bonde · c7 svart bonde · f7 svart bonde · g7 svart bonde · h7 svart bonde · e6 svart bonde · f6 svart springare · c4 svart bonde · d4 vit bonde · g3 vit bonde · a2 vit bonde · b2 vit bonde · e2 vit bonde · f2 vit bonde · g2 vit löpare · h2 vit bonde · a1 vit torn · b1 vit springare · c1 vit löpare · d1 vit drottning · e1 vit kung · g1 vit springare · h1 vit torn | a8 svart torn · b8 svart springare · c8 svart löpare · d8 svart drottning · e8 svart kung · f8 svart löpare · h8 svart torn · a7 svart bonde · b7 svart bonde · c7 svart bonde · f7 svart bonde · g7 svart bonde · h7 svart bonde · e6 svart bonde · f6 svart springare · c4 svart bonde · d4 vit bonde · g3 vit bonde · a2 vit bonde · b2 vit bonde · e2 vit bonde · f2 vit bonde · g2 vit löpare · h2 vit bonde · a1 vit torn · b1 vit springare · c1 vit löpare · d1 vit drottning · e1 vit kung · g1 vit springare · h1 vit torn | 7 |
| 6 | a8 svart torn · b8 svart springare · c8 svart löpare · d8 svart drottning · e8 svart kung · f8 svart löpare · h8 svart torn · a7 svart bonde · b7 svart bonde · c7 svart bonde · f7 svart bonde · g7 svart bonde · h7 svart bonde · e6 svart bonde · f6 svart springare · c4 svart bonde · d4 vit bonde · g3 vit bonde · a2 vit bonde · b2 vit bonde · e2 vit bonde · f2 vit bonde · g2 vit löpare · h2 vit bonde · a1 vit torn · b1 vit springare · c1 vit löpare · d1 vit drottning · e1 vit kung · g1 vit springare · h1 vit torn | a8 svart torn · b8 svart springare · c8 svart löpare · d8 svart drottning · e8 svart kung · f8 svart löpare · h8 svart torn · a7 svart bonde · b7 svart bonde · c7 svart bonde · f7 svart bonde · g7 svart bonde · h7 svart bonde · e6 svart bonde · f6 svart springare · c4 svart bonde · d4 vit bonde · g3 vit bonde · a2 vit bonde · b2 vit bonde · e2 vit bonde · f2 vit bonde · g2 vit löpare · h2 vit bonde · a1 vit torn · b1 vit springare · c1 vit löpare · d1 vit drottning · e1 vit kung · g1 vit springare · h1 vit torn | a8 svart torn · b8 svart springare · c8 svart löpare · d8 svart drottning · e8 svart kung · f8 svart löpare · h8 svart torn · a7 svart bonde · b7 svart bonde · c7 svart bonde · f7 svart bonde · g7 svart bonde · h7 svart bonde · e6 svart bonde · f6 svart springare · c4 svart bonde · d4 vit bonde · g3 vit bonde · a2 vit bonde · b2 vit bonde · e2 vit bonde · f2 vit bonde · g2 vit löpare · h2 vit bonde · a1 vit torn · b1 vit springare · c1 vit löpare · d1 vit drottning · e1 vit kung · g1 vit springare · h1 vit torn | a8 svart torn · b8 svart springare · c8 svart löpare · d8 svart drottning · e8 svart kung · f8 svart löpare · h8 svart torn · a7 svart bonde · b7 svart bonde · c7 svart bonde · f7 svart bonde · g7 svart bonde · h7 svart bonde · e6 svart bonde · f6 svart springare · c4 svart bonde · d4 vit bonde · g3 vit bonde · a2 vit bonde · b2 vit bonde · e2 vit bonde · f2 vit bonde · g2 vit löpare · h2 vit bonde · a1 vit torn · b1 vit springare · c1 vit löpare · d1 vit drottning · e1 vit kung · g1 vit springare · h1 vit torn | a8 svart torn · b8 svart springare · c8 svart löpare · d8 svart drottning · e8 svart kung · f8 svart löpare · h8 svart torn · a7 svart bonde · b7 svart bonde · c7 svart bonde · f7 svart bonde · g7 svart bonde · h7 svart bonde · e6 svart bonde · f6 svart springare · c4 svart bonde · d4 vit bonde · g3 vit bonde · a2 vit bonde · b2 vit bonde · e2 vit bonde · f2 vit bonde · g2 vit löpare · h2 vit bonde · a1 vit torn · b1 vit springare · c1 vit löpare · d1 vit drottning · e1 vit kung · g1 vit springare · h1 vit torn | a8 svart torn · b8 svart springare · c8 svart löpare · d8 svart drottning · e8 svart kung · f8 svart löpare · h8 svart torn · a7 svart bonde · b7 svart bonde · c7 svart bonde · f7 svart bonde · g7 svart bonde · h7 svart bonde · e6 svart bonde · f6 svart springare · c4 svart bonde · d4 vit bonde · g3 vit bonde · a2 vit bonde · b2 vit bonde · e2 vit bonde · f2 vit bonde · g2 vit löpare · h2 vit bonde · a1 vit torn · b1 vit springare · c1 vit löpare · d1 vit drottning · e1 vit kung · g1 vit springare · h1 vit torn | a8 svart torn · b8 svart springare · c8 svart löpare · d8 svart drottning · e8 svart kung · f8 svart löpare · h8 svart torn · a7 svart bonde · b7 svart bonde · c7 svart bonde · f7 svart bonde · g7 svart bonde · h7 svart bonde · e6 svart bonde · f6 svart springare · c4 svart bonde · d4 vit bonde · g3 vit bonde · a2 vit bonde · b2 vit bonde · e2 vit bonde · f2 vit bonde · g2 vit löpare · h2 vit bonde · a1 vit torn · b1 vit springare · c1 vit löpare · d1 vit drottning · e1 vit kung · g1 vit springare · h1 vit torn | a8 svart torn · b8 svart springare · c8 svart löpare · d8 svart drottning · e8 svart kung · f8 svart löpare · h8 svart torn · a7 svart bonde · b7 svart bonde · c7 svart bonde · f7 svart bonde · g7 svart bonde · h7 svart bonde · e6 svart bonde · f6 svart springare · c4 svart bonde · d4 vit bonde · g3 vit bonde · a2 vit bonde · b2 vit bonde · e2 vit bonde · f2 vit bonde · g2 vit löpare · h2 vit bonde · a1 vit torn · b1 vit springare · c1 vit löpare · d1 vit drottning · e1 vit kung · g1 vit springare · h1 vit torn | 6 |
| 5 | a8 svart torn · b8 svart springare · c8 svart löpare · d8 svart drottning · e8 svart kung · f8 svart löpare · h8 svart torn · a7 svart bonde · b7 svart bonde · c7 svart bonde · f7 svart bonde · g7 svart bonde · h7 svart bonde · e6 svart bonde · f6 svart springare · c4 svart bonde · d4 vit bonde · g3 vit bonde · a2 vit bonde · b2 vit bonde · e2 vit bonde · f2 vit bonde · g2 vit löpare · h2 vit bonde · a1 vit torn · b1 vit springare · c1 vit löpare · d1 vit drottning · e1 vit kung · g1 vit springare · h1 vit torn | a8 svart torn · b8 svart springare · c8 svart löpare · d8 svart drottning · e8 svart kung · f8 svart löpare · h8 svart torn · a7 svart bonde · b7 svart bonde · c7 svart bonde · f7 svart bonde · g7 svart bonde · h7 svart bonde · e6 svart bonde · f6 svart springare · c4 svart bonde · d4 vit bonde · g3 vit bonde · a2 vit bonde · b2 vit bonde · e2 vit bonde · f2 vit bonde · g2 vit löpare · h2 vit bonde · a1 vit torn · b1 vit springare · c1 vit löpare · d1 vit drottning · e1 vit kung · g1 vit springare · h1 vit torn | a8 svart torn · b8 svart springare · c8 svart löpare · d8 svart drottning · e8 svart kung · f8 svart löpare · h8 svart torn · a7 svart bonde · b7 svart bonde · c7 svart bonde · f7 svart bonde · g7 svart bonde · h7 svart bonde · e6 svart bonde · f6 svart springare · c4 svart bonde · d4 vit bonde · g3 vit bonde · a2 vit bonde · b2 vit bonde · e2 vit bonde · f2 vit bonde · g2 vit löpare · h2 vit bonde · a1 vit torn · b1 vit springare · c1 vit löpare · d1 vit drottning · e1 vit kung · g1 vit springare · h1 vit torn | a8 svart torn · b8 svart springare · c8 svart löpare · d8 svart drottning · e8 svart kung · f8 svart löpare · h8 svart torn · a7 svart bonde · b7 svart bonde · c7 svart bonde · f7 svart bonde · g7 svart bonde · h7 svart bonde · e6 svart bonde · f6 svart springare · c4 svart bonde · d4 vit bonde · g3 vit bonde · a2 vit bonde · b2 vit bonde · e2 vit bonde · f2 vit bonde · g2 vit löpare · h2 vit bonde · a1 vit torn · b1 vit springare · c1 vit löpare · d1 vit drottning · e1 vit kung · g1 vit springare · h1 vit torn | a8 svart torn · b8 svart springare · c8 svart löpare · d8 svart drottning · e8 svart kung · f8 svart löpare · h8 svart torn · a7 svart bonde · b7 svart bonde · c7 svart bonde · f7 svart bonde · g7 svart bonde · h7 svart bonde · e6 svart bonde · f6 svart springare · c4 svart bonde · d4 vit bonde · g3 vit bonde · a2 vit bonde · b2 vit bonde · e2 vit bonde · f2 vit bonde · g2 vit löpare · h2 vit bonde · a1 vit torn · b1 vit springare · c1 vit löpare · d1 vit drottning · e1 vit kung · g1 vit springare · h1 vit torn | a8 svart torn · b8 svart springare · c8 svart löpare · d8 svart drottning · e8 svart kung · f8 svart löpare · h8 svart torn · a7 svart bonde · b7 svart bonde · c7 svart bonde · f7 svart bonde · g7 svart bonde · h7 svart bonde · e6 svart bonde · f6 svart springare · c4 svart bonde · d4 vit bonde · g3 vit bonde · a2 vit bonde · b2 vit bonde · e2 vit bonde · f2 vit bonde · g2 vit löpare · h2 vit bonde · a1 vit torn · b1 vit springare · c1 vit löpare · d1 vit drottning · e1 vit kung · g1 vit springare · h1 vit torn | a8 svart torn · b8 svart springare · c8 svart löpare · d8 svart drottning · e8 svart kung · f8 svart löpare · h8 svart torn · a7 svart bonde · b7 svart bonde · c7 svart bonde · f7 svart bonde · g7 svart bonde · h7 svart bonde · e6 svart bonde · f6 svart springare · c4 svart bonde · d4 vit bonde · g3 vit bonde · a2 vit bonde · b2 vit bonde · e2 vit bonde · f2 vit bonde · g2 vit löpare · h2 vit bonde · a1 vit torn · b1 vit springare · c1 vit löpare · d1 vit drottning · e1 vit kung · g1 vit springare · h1 vit torn | a8 svart torn · b8 svart springare · c8 svart löpare · d8 svart drottning · e8 svart kung · f8 svart löpare · h8 svart torn · a7 svart bonde · b7 svart bonde · c7 svart bonde · f7 svart bonde · g7 svart bonde · h7 svart bonde · e6 svart bonde · f6 svart springare · c4 svart bonde · d4 vit bonde · g3 vit bonde · a2 vit bonde · b2 vit bonde · e2 vit bonde · f2 vit bonde · g2 vit löpare · h2 vit bonde · a1 vit torn · b1 vit springare · c1 vit löpare · d1 vit drottning · e1 vit kung · g1 vit springare · h1 vit torn | 5 |
| 4 | a8 svart torn · b8 svart springare · c8 svart löpare · d8 svart drottning · e8 svart kung · f8 svart löpare · h8 svart torn · a7 svart bonde · b7 svart bonde · c7 svart bonde · f7 svart bonde · g7 svart bonde · h7 svart bonde · e6 svart bonde · f6 svart springare · c4 svart bonde · d4 vit bonde · g3 vit bonde · a2 vit bonde · b2 vit bonde · e2 vit bonde · f2 vit bonde · g2 vit löpare · h2 vit bonde · a1 vit torn · b1 vit springare · c1 vit löpare · d1 vit drottning · e1 vit kung · g1 vit springare · h1 vit torn | a8 svart torn · b8 svart springare · c8 svart löpare · d8 svart drottning · e8 svart kung · f8 svart löpare · h8 svart torn · a7 svart bonde · b7 svart bonde · c7 svart bonde · f7 svart bonde · g7 svart bonde · h7 svart bonde · e6 svart bonde · f6 svart springare · c4 svart bonde · d4 vit bonde · g3 vit bonde · a2 vit bonde · b2 vit bonde · e2 vit bonde · f2 vit bonde · g2 vit löpare · h2 vit bonde · a1 vit torn · b1 vit springare · c1 vit löpare · d1 vit drottning · e1 vit kung · g1 vit springare · h1 vit torn | a8 svart torn · b8 svart springare · c8 svart löpare · d8 svart drottning · e8 svart kung · f8 svart löpare · h8 svart torn · a7 svart bonde · b7 svart bonde · c7 svart bonde · f7 svart bonde · g7 svart bonde · h7 svart bonde · e6 svart bonde · f6 svart springare · c4 svart bonde · d4 vit bonde · g3 vit bonde · a2 vit bonde · b2 vit bonde · e2 vit bonde · f2 vit bonde · g2 vit löpare · h2 vit bonde · a1 vit torn · b1 vit springare · c1 vit löpare · d1 vit drottning · e1 vit kung · g1 vit springare · h1 vit torn | a8 svart torn · b8 svart springare · c8 svart löpare · d8 svart drottning · e8 svart kung · f8 svart löpare · h8 svart torn · a7 svart bonde · b7 svart bonde · c7 svart bonde · f7 svart bonde · g7 svart bonde · h7 svart bonde · e6 svart bonde · f6 svart springare · c4 svart bonde · d4 vit bonde · g3 vit bonde · a2 vit bonde · b2 vit bonde · e2 vit bonde · f2 vit bonde · g2 vit löpare · h2 vit bonde · a1 vit torn · b1 vit springare · c1 vit löpare · d1 vit drottning · e1 vit kung · g1 vit springare · h1 vit torn | a8 svart torn · b8 svart springare · c8 svart löpare · d8 svart drottning · e8 svart kung · f8 svart löpare · h8 svart torn · a7 svart bonde · b7 svart bonde · c7 svart bonde · f7 svart bonde · g7 svart bonde · h7 svart bonde · e6 svart bonde · f6 svart springare · c4 svart bonde · d4 vit bonde · g3 vit bonde · a2 vit bonde · b2 vit bonde · e2 vit bonde · f2 vit bonde · g2 vit löpare · h2 vit bonde · a1 vit torn · b1 vit springare · c1 vit löpare · d1 vit drottning · e1 vit kung · g1 vit springare · h1 vit torn | a8 svart torn · b8 svart springare · c8 svart löpare · d8 svart drottning · e8 svart kung · f8 svart löpare · h8 svart torn · a7 svart bonde · b7 svart bonde · c7 svart bonde · f7 svart bonde · g7 svart bonde · h7 svart bonde · e6 svart bonde · f6 svart springare · c4 svart bonde · d4 vit bonde · g3 vit bonde · a2 vit bonde · b2 vit bonde · e2 vit bonde · f2 vit bonde · g2 vit löpare · h2 vit bonde · a1 vit torn · b1 vit springare · c1 vit löpare · d1 vit drottning · e1 vit kung · g1 vit springare · h1 vit torn | a8 svart torn · b8 svart springare · c8 svart löpare · d8 svart drottning · e8 svart kung · f8 svart löpare · h8 svart torn · a7 svart bonde · b7 svart bonde · c7 svart bonde · f7 svart bonde · g7 svart bonde · h7 svart bonde · e6 svart bonde · f6 svart springare · c4 svart bonde · d4 vit bonde · g3 vit bonde · a2 vit bonde · b2 vit bonde · e2 vit bonde · f2 vit bonde · g2 vit löpare · h2 vit bonde · a1 vit torn · b1 vit springare · c1 vit löpare · d1 vit drottning · e1 vit kung · g1 vit springare · h1 vit torn | a8 svart torn · b8 svart springare · c8 svart löpare · d8 svart drottning · e8 svart kung · f8 svart löpare · h8 svart torn · a7 svart bonde · b7 svart bonde · c7 svart bonde · f7 svart bonde · g7 svart bonde · h7 svart bonde · e6 svart bonde · f6 svart springare · c4 svart bonde · d4 vit bonde · g3 vit bonde · a2 vit bonde · b2 vit bonde · e2 vit bonde · f2 vit bonde · g2 vit löpare · h2 vit bonde · a1 vit torn · b1 vit springare · c1 vit löpare · d1 vit drottning · e1 vit kung · g1 vit springare · h1 vit torn | 4 |
| 3 | a8 svart torn · b8 svart springare · c8 svart löpare · d8 svart drottning · e8 svart kung · f8 svart löpare · h8 svart torn · a7 svart bonde · b7 svart bonde · c7 svart bonde · f7 svart bonde · g7 svart bonde · h7 svart bonde · e6 svart bonde · f6 svart springare · c4 svart bonde · d4 vit bonde · g3 vit bonde · a2 vit bonde · b2 vit bonde · e2 vit bonde · f2 vit bonde · g2 vit löpare · h2 vit bonde · a1 vit torn · b1 vit springare · c1 vit löpare · d1 vit drottning · e1 vit kung · g1 vit springare · h1 vit torn | a8 svart torn · b8 svart springare · c8 svart löpare · d8 svart drottning · e8 svart kung · f8 svart löpare · h8 svart torn · a7 svart bonde · b7 svart bonde · c7 svart bonde · f7 svart bonde · g7 svart bonde · h7 svart bonde · e6 svart bonde · f6 svart springare · c4 svart bonde · d4 vit bonde · g3 vit bonde · a2 vit bonde · b2 vit bonde · e2 vit bonde · f2 vit bonde · g2 vit löpare · h2 vit bonde · a1 vit torn · b1 vit springare · c1 vit löpare · d1 vit drottning · e1 vit kung · g1 vit springare · h1 vit torn | a8 svart torn · b8 svart springare · c8 svart löpare · d8 svart drottning · e8 svart kung · f8 svart löpare · h8 svart torn · a7 svart bonde · b7 svart bonde · c7 svart bonde · f7 svart bonde · g7 svart bonde · h7 svart bonde · e6 svart bonde · f6 svart springare · c4 svart bonde · d4 vit bonde · g3 vit bonde · a2 vit bonde · b2 vit bonde · e2 vit bonde · f2 vit bonde · g2 vit löpare · h2 vit bonde · a1 vit torn · b1 vit springare · c1 vit löpare · d1 vit drottning · e1 vit kung · g1 vit springare · h1 vit torn | a8 svart torn · b8 svart springare · c8 svart löpare · d8 svart drottning · e8 svart kung · f8 svart löpare · h8 svart torn · a7 svart bonde · b7 svart bonde · c7 svart bonde · f7 svart bonde · g7 svart bonde · h7 svart bonde · e6 svart bonde · f6 svart springare · c4 svart bonde · d4 vit bonde · g3 vit bonde · a2 vit bonde · b2 vit bonde · e2 vit bonde · f2 vit bonde · g2 vit löpare · h2 vit bonde · a1 vit torn · b1 vit springare · c1 vit löpare · d1 vit drottning · e1 vit kung · g1 vit springare · h1 vit torn | a8 svart torn · b8 svart springare · c8 svart löpare · d8 svart drottning · e8 svart kung · f8 svart löpare · h8 svart torn · a7 svart bonde · b7 svart bonde · c7 svart bonde · f7 svart bonde · g7 svart bonde · h7 svart bonde · e6 svart bonde · f6 svart springare · c4 svart bonde · d4 vit bonde · g3 vit bonde · a2 vit bonde · b2 vit bonde · e2 vit bonde · f2 vit bonde · g2 vit löpare · h2 vit bonde · a1 vit torn · b1 vit springare · c1 vit löpare · d1 vit drottning · e1 vit kung · g1 vit springare · h1 vit torn | a8 svart torn · b8 svart springare · c8 svart löpare · d8 svart drottning · e8 svart kung · f8 svart löpare · h8 svart torn · a7 svart bonde · b7 svart bonde · c7 svart bonde · f7 svart bonde · g7 svart bonde · h7 svart bonde · e6 svart bonde · f6 svart springare · c4 svart bonde · d4 vit bonde · g3 vit bonde · a2 vit bonde · b2 vit bonde · e2 vit bonde · f2 vit bonde · g2 vit löpare · h2 vit bonde · a1 vit torn · b1 vit springare · c1 vit löpare · d1 vit drottning · e1 vit kung · g1 vit springare · h1 vit torn | a8 svart torn · b8 svart springare · c8 svart löpare · d8 svart drottning · e8 svart kung · f8 svart löpare · h8 svart torn · a7 svart bonde · b7 svart bonde · c7 svart bonde · f7 svart bonde · g7 svart bonde · h7 svart bonde · e6 svart bonde · f6 svart springare · c4 svart bonde · d4 vit bonde · g3 vit bonde · a2 vit bonde · b2 vit bonde · e2 vit bonde · f2 vit bonde · g2 vit löpare · h2 vit bonde · a1 vit torn · b1 vit springare · c1 vit löpare · d1 vit drottning · e1 vit kung · g1 vit springare · h1 vit torn | a8 svart torn · b8 svart springare · c8 svart löpare · d8 svart drottning · e8 svart kung · f8 svart löpare · h8 svart torn · a7 svart bonde · b7 svart bonde · c7 svart bonde · f7 svart bonde · g7 svart bonde · h7 svart bonde · e6 svart bonde · f6 svart springare · c4 svart bonde · d4 vit bonde · g3 vit bonde · a2 vit bonde · b2 vit bonde · e2 vit bonde · f2 vit bonde · g2 vit löpare · h2 vit bonde · a1 vit torn · b1 vit springare · c1 vit löpare · d1 vit drottning · e1 vit kung · g1 vit springare · h1 vit torn | 3 |
| 2 | a8 svart torn · b8 svart springare · c8 svart löpare · d8 svart drottning · e8 svart kung · f8 svart löpare · h8 svart torn · a7 svart bonde · b7 svart bonde · c7 svart bonde · f7 svart bonde · g7 svart bonde · h7 svart bonde · e6 svart bonde · f6 svart springare · c4 svart bonde · d4 vit bonde · g3 vit bonde · a2 vit bonde · b2 vit bonde · e2 vit bonde · f2 vit bonde · g2 vit löpare · h2 vit bonde · a1 vit torn · b1 vit springare · c1 vit löpare · d1 vit drottning · e1 vit kung · g1 vit springare · h1 vit torn | a8 svart torn · b8 svart springare · c8 svart löpare · d8 svart drottning · e8 svart kung · f8 svart löpare · h8 svart torn · a7 svart bonde · b7 svart bonde · c7 svart bonde · f7 svart bonde · g7 svart bonde · h7 svart bonde · e6 svart bonde · f6 svart springare · c4 svart bonde · d4 vit bonde · g3 vit bonde · a2 vit bonde · b2 vit bonde · e2 vit bonde · f2 vit bonde · g2 vit löpare · h2 vit bonde · a1 vit torn · b1 vit springare · c1 vit löpare · d1 vit drottning · e1 vit kung · g1 vit springare · h1 vit torn | a8 svart torn · b8 svart springare · c8 svart löpare · d8 svart drottning · e8 svart kung · f8 svart löpare · h8 svart torn · a7 svart bonde · b7 svart bonde · c7 svart bonde · f7 svart bonde · g7 svart bonde · h7 svart bonde · e6 svart bonde · f6 svart springare · c4 svart bonde · d4 vit bonde · g3 vit bonde · a2 vit bonde · b2 vit bonde · e2 vit bonde · f2 vit bonde · g2 vit löpare · h2 vit bonde · a1 vit torn · b1 vit springare · c1 vit löpare · d1 vit drottning · e1 vit kung · g1 vit springare · h1 vit torn | a8 svart torn · b8 svart springare · c8 svart löpare · d8 svart drottning · e8 svart kung · f8 svart löpare · h8 svart torn · a7 svart bonde · b7 svart bonde · c7 svart bonde · f7 svart bonde · g7 svart bonde · h7 svart bonde · e6 svart bonde · f6 svart springare · c4 svart bonde · d4 vit bonde · g3 vit bonde · a2 vit bonde · b2 vit bonde · e2 vit bonde · f2 vit bonde · g2 vit löpare · h2 vit bonde · a1 vit torn · b1 vit springare · c1 vit löpare · d1 vit drottning · e1 vit kung · g1 vit springare · h1 vit torn | a8 svart torn · b8 svart springare · c8 svart löpare · d8 svart drottning · e8 svart kung · f8 svart löpare · h8 svart torn · a7 svart bonde · b7 svart bonde · c7 svart bonde · f7 svart bonde · g7 svart bonde · h7 svart bonde · e6 svart bonde · f6 svart springare · c4 svart bonde · d4 vit bonde · g3 vit bonde · a2 vit bonde · b2 vit bonde · e2 vit bonde · f2 vit bonde · g2 vit löpare · h2 vit bonde · a1 vit torn · b1 vit springare · c1 vit löpare · d1 vit drottning · e1 vit kung · g1 vit springare · h1 vit torn | a8 svart torn · b8 svart springare · c8 svart löpare · d8 svart drottning · e8 svart kung · f8 svart löpare · h8 svart torn · a7 svart bonde · b7 svart bonde · c7 svart bonde · f7 svart bonde · g7 svart bonde · h7 svart bonde · e6 svart bonde · f6 svart springare · c4 svart bonde · d4 vit bonde · g3 vit bonde · a2 vit bonde · b2 vit bonde · e2 vit bonde · f2 vit bonde · g2 vit löpare · h2 vit bonde · a1 vit torn · b1 vit springare · c1 vit löpare · d1 vit drottning · e1 vit kung · g1 vit springare · h1 vit torn | a8 svart torn · b8 svart springare · c8 svart löpare · d8 svart drottning · e8 svart kung · f8 svart löpare · h8 svart torn · a7 svart bonde · b7 svart bonde · c7 svart bonde · f7 svart bonde · g7 svart bonde · h7 svart bonde · e6 svart bonde · f6 svart springare · c4 svart bonde · d4 vit bonde · g3 vit bonde · a2 vit bonde · b2 vit bonde · e2 vit bonde · f2 vit bonde · g2 vit löpare · h2 vit bonde · a1 vit torn · b1 vit springare · c1 vit löpare · d1 vit drottning · e1 vit kung · g1 vit springare · h1 vit torn | a8 svart torn · b8 svart springare · c8 svart löpare · d8 svart drottning · e8 svart kung · f8 svart löpare · h8 svart torn · a7 svart bonde · b7 svart bonde · c7 svart bonde · f7 svart bonde · g7 svart bonde · h7 svart bonde · e6 svart bonde · f6 svart springare · c4 svart bonde · d4 vit bonde · g3 vit bonde · a2 vit bonde · b2 vit bonde · e2 vit bonde · f2 vit bonde · g2 vit löpare · h2 vit bonde · a1 vit torn · b1 vit springare · c1 vit löpare · d1 vit drottning · e1 vit kung · g1 vit springare · h1 vit torn | 2 |
| 1 | a8 svart torn · b8 svart springare · c8 svart löpare · d8 svart drottning · e8 svart kung · f8 svart löpare · h8 svart torn · a7 svart bonde · b7 svart bonde · c7 svart bonde · f7 svart bonde · g7 svart bonde · h7 svart bonde · e6 svart bonde · f6 svart springare · c4 svart bonde · d4 vit bonde · g3 vit bonde · a2 vit bonde · b2 vit bonde · e2 vit bonde · f2 vit bonde · g2 vit löpare · h2 vit bonde · a1 vit torn · b1 vit springare · c1 vit löpare · d1 vit drottning · e1 vit kung · g1 vit springare · h1 vit torn | a8 svart torn · b8 svart springare · c8 svart löpare · d8 svart drottning · e8 svart kung · f8 svart löpare · h8 svart torn · a7 svart bonde · b7 svart bonde · c7 svart bonde · f7 svart bonde · g7 svart bonde · h7 svart bonde · e6 svart bonde · f6 svart springare · c4 svart bonde · d4 vit bonde · g3 vit bonde · a2 vit bonde · b2 vit bonde · e2 vit bonde · f2 vit bonde · g2 vit löpare · h2 vit bonde · a1 vit torn · b1 vit springare · c1 vit löpare · d1 vit drottning · e1 vit kung · g1 vit springare · h1 vit torn | a8 svart torn · b8 svart springare · c8 svart löpare · d8 svart drottning · e8 svart kung · f8 svart löpare · h8 svart torn · a7 svart bonde · b7 svart bonde · c7 svart bonde · f7 svart bonde · g7 svart bonde · h7 svart bonde · e6 svart bonde · f6 svart springare · c4 svart bonde · d4 vit bonde · g3 vit bonde · a2 vit bonde · b2 vit bonde · e2 vit bonde · f2 vit bonde · g2 vit löpare · h2 vit bonde · a1 vit torn · b1 vit springare · c1 vit löpare · d1 vit drottning · e1 vit kung · g1 vit springare · h1 vit torn | a8 svart torn · b8 svart springare · c8 svart löpare · d8 svart drottning · e8 svart kung · f8 svart löpare · h8 svart torn · a7 svart bonde · b7 svart bonde · c7 svart bonde · f7 svart bonde · g7 svart bonde · h7 svart bonde · e6 svart bonde · f6 svart springare · c4 svart bonde · d4 vit bonde · g3 vit bonde · a2 vit bonde · b2 vit bonde · e2 vit bonde · f2 vit bonde · g2 vit löpare · h2 vit bonde · a1 vit torn · b1 vit springare · c1 vit löpare · d1 vit drottning · e1 vit kung · g1 vit springare · h1 vit torn | a8 svart torn · b8 svart springare · c8 svart löpare · d8 svart drottning · e8 svart kung · f8 svart löpare · h8 svart torn · a7 svart bonde · b7 svart bonde · c7 svart bonde · f7 svart bonde · g7 svart bonde · h7 svart bonde · e6 svart bonde · f6 svart springare · c4 svart bonde · d4 vit bonde · g3 vit bonde · a2 vit bonde · b2 vit bonde · e2 vit bonde · f2 vit bonde · g2 vit löpare · h2 vit bonde · a1 vit torn · b1 vit springare · c1 vit löpare · d1 vit drottning · e1 vit kung · g1 vit springare · h1 vit torn | a8 svart torn · b8 svart springare · c8 svart löpare · d8 svart drottning · e8 svart kung · f8 svart löpare · h8 svart torn · a7 svart bonde · b7 svart bonde · c7 svart bonde · f7 svart bonde · g7 svart bonde · h7 svart bonde · e6 svart bonde · f6 svart springare · c4 svart bonde · d4 vit bonde · g3 vit bonde · a2 vit bonde · b2 vit bonde · e2 vit bonde · f2 vit bonde · g2 vit löpare · h2 vit bonde · a1 vit torn · b1 vit springare · c1 vit löpare · d1 vit drottning · e1 vit kung · g1 vit springare · h1 vit torn | a8 svart torn · b8 svart springare · c8 svart löpare · d8 svart drottning · e8 svart kung · f8 svart löpare · h8 svart torn · a7 svart bonde · b7 svart bonde · c7 svart bonde · f7 svart bonde · g7 svart bonde · h7 svart bonde · e6 svart bonde · f6 svart springare · c4 svart bonde · d4 vit bonde · g3 vit bonde · a2 vit bonde · b2 vit bonde · e2 vit bonde · f2 vit bonde · g2 vit löpare · h2 vit bonde · a1 vit torn · b1 vit springare · c1 vit löpare · d1 vit drottning · e1 vit kung · g1 vit springare · h1 vit torn | a8 svart torn · b8 svart springare · c8 svart löpare · d8 svart drottning · e8 svart kung · f8 svart löpare · h8 svart torn · a7 svart bonde · b7 svart bonde · c7 svart bonde · f7 svart bonde · g7 svart bonde · h7 svart bonde · e6 svart bonde · f6 svart springare · c4 svart bonde · d4 vit bonde · g3 vit bonde · a2 vit bonde · b2 vit bonde · e2 vit bonde · f2 vit bonde · g2 vit löpare · h2 vit bonde · a1 vit torn · b1 vit springare · c1 vit löpare · d1 vit drottning · e1 vit kung · g1 vit springare · h1 vit torn | 1 |
|   | a | b | c | d | e | f | g | h |   |

I öppet katalanskt byter svart på c4, antingen direkt eller några drag senare. Vits löpare på g2 blir stark utan bonden på d5. 
Här är två vanliga varianter efter 4…dxc4:
- 5.Sf3 a6 6.0–0 Sc6 7.e3 Ld7
- 5.Sf3 c5 6.0–0 Sc6 7.dxc5

### Slutet katalanskt
|   | a | b | c | d | e | f | g | h |   |
| 8 | a8 svart torn · c8 svart löpare · d8 svart drottning · f8 svart torn · g8 svart kung · a7 svart bonde · b7 svart bonde · d7 svart springare · e7 svart löpare · f7 svart bonde · g7 svart bonde · h7 svart bonde · c6 svart bonde · e6 svart bonde · f6 svart springare · d5 svart bonde · c4 vit bonde · d4 vit bonde · f3 vit springare · g3 vit bonde · a2 vit bonde · b2 vit bonde · c2 vit drottning · e2 vit bonde · f2 vit bonde · g2 vit löpare · h2 vit bonde · a1 vit torn · b1 vit springare · c1 vit löpare · f1 vit torn · g1 vit kung | a8 svart torn · c8 svart löpare · d8 svart drottning · f8 svart torn · g8 svart kung · a7 svart bonde · b7 svart bonde · d7 svart springare · e7 svart löpare · f7 svart bonde · g7 svart bonde · h7 svart bonde · c6 svart bonde · e6 svart bonde · f6 svart springare · d5 svart bonde · c4 vit bonde · d4 vit bonde · f3 vit springare · g3 vit bonde · a2 vit bonde · b2 vit bonde · c2 vit drottning · e2 vit bonde · f2 vit bonde · g2 vit löpare · h2 vit bonde · a1 vit torn · b1 vit springare · c1 vit löpare · f1 vit torn · g1 vit kung | a8 svart torn · c8 svart löpare · d8 svart drottning · f8 svart torn · g8 svart kung · a7 svart bonde · b7 svart bonde · d7 svart springare · e7 svart löpare · f7 svart bonde · g7 svart bonde · h7 svart bonde · c6 svart bonde · e6 svart bonde · f6 svart springare · d5 svart bonde · c4 vit bonde · d4 vit bonde · f3 vit springare · g3 vit bonde · a2 vit bonde · b2 vit bonde · c2 vit drottning · e2 vit bonde · f2 vit bonde · g2 vit löpare · h2 vit bonde · a1 vit torn · b1 vit springare · c1 vit löpare · f1 vit torn · g1 vit kung | a8 svart torn · c8 svart löpare · d8 svart drottning · f8 svart torn · g8 svart kung · a7 svart bonde · b7 svart bonde · d7 svart springare · e7 svart löpare · f7 svart bonde · g7 svart bonde · h7 svart bonde · c6 svart bonde · e6 svart bonde · f6 svart springare · d5 svart bonde · c4 vit bonde · d4 vit bonde · f3 vit springare · g3 vit bonde · a2 vit bonde · b2 vit bonde · c2 vit drottning · e2 vit bonde · f2 vit bonde · g2 vit löpare · h2 vit bonde · a1 vit torn · b1 vit springare · c1 vit löpare · f1 vit torn · g1 vit kung | a8 svart torn · c8 svart löpare · d8 svart drottning · f8 svart torn · g8 svart kung · a7 svart bonde · b7 svart bonde · d7 svart springare · e7 svart löpare · f7 svart bonde · g7 svart bonde · h7 svart bonde · c6 svart bonde · e6 svart bonde · f6 svart springare · d5 svart bonde · c4 vit bonde · d4 vit bonde · f3 vit springare · g3 vit bonde · a2 vit bonde · b2 vit bonde · c2 vit drottning · e2 vit bonde · f2 vit bonde · g2 vit löpare · h2 vit bonde · a1 vit torn · b1 vit springare · c1 vit löpare · f1 vit torn · g1 vit kung | a8 svart torn · c8 svart löpare · d8 svart drottning · f8 svart torn · g8 svart kung · a7 svart bonde · b7 svart bonde · d7 svart springare · e7 svart löpare · f7 svart bonde · g7 svart bonde · h7 svart bonde · c6 svart bonde · e6 svart bonde · f6 svart springare · d5 svart bonde · c4 vit bonde · d4 vit bonde · f3 vit springare · g3 vit bonde · a2 vit bonde · b2 vit bonde · c2 vit drottning · e2 vit bonde · f2 vit bonde · g2 vit löpare · h2 vit bonde · a1 vit torn · b1 vit springare · c1 vit löpare · f1 vit torn · g1 vit kung | a8 svart torn · c8 svart löpare · d8 svart drottning · f8 svart torn · g8 svart kung · a7 svart bonde · b7 svart bonde · d7 svart springare · e7 svart löpare · f7 svart bonde · g7 svart bonde · h7 svart bonde · c6 svart bonde · e6 svart bonde · f6 svart springare · d5 svart bonde · c4 vit bonde · d4 vit bonde · f3 vit springare · g3 vit bonde · a2 vit bonde · b2 vit bonde · c2 vit drottning · e2 vit bonde · f2 vit bonde · g2 vit löpare · h2 vit bonde · a1 vit torn · b1 vit springare · c1 vit löpare · f1 vit torn · g1 vit kung | a8 svart torn · c8 svart löpare · d8 svart drottning · f8 svart torn · g8 svart kung · a7 svart bonde · b7 svart bonde · d7 svart springare · e7 svart löpare · f7 svart bonde · g7 svart bonde · h7 svart bonde · c6 svart bonde · e6 svart bonde · f6 svart springare · d5 svart bonde · c4 vit bonde · d4 vit bonde · f3 vit springare · g3 vit bonde · a2 vit bonde · b2 vit bonde · c2 vit drottning · e2 vit bonde · f2 vit bonde · g2 vit löpare · h2 vit bonde · a1 vit torn · b1 vit springare · c1 vit löpare · f1 vit torn · g1 vit kung | 8 |
| 7 | a8 svart torn · c8 svart löpare · d8 svart drottning · f8 svart torn · g8 svart kung · a7 svart bonde · b7 svart bonde · d7 svart springare · e7 svart löpare · f7 svart bonde · g7 svart bonde · h7 svart bonde · c6 svart bonde · e6 svart bonde · f6 svart springare · d5 svart bonde · c4 vit bonde · d4 vit bonde · f3 vit springare · g3 vit bonde · a2 vit bonde · b2 vit bonde · c2 vit drottning · e2 vit bonde · f2 vit bonde · g2 vit löpare · h2 vit bonde · a1 vit torn · b1 vit springare · c1 vit löpare · f1 vit torn · g1 vit kung | a8 svart torn · c8 svart löpare · d8 svart drottning · f8 svart torn · g8 svart kung · a7 svart bonde · b7 svart bonde · d7 svart springare · e7 svart löpare · f7 svart bonde · g7 svart bonde · h7 svart bonde · c6 svart bonde · e6 svart bonde · f6 svart springare · d5 svart bonde · c4 vit bonde · d4 vit bonde · f3 vit springare · g3 vit bonde · a2 vit bonde · b2 vit bonde · c2 vit drottning · e2 vit bonde · f2 vit bonde · g2 vit löpare · h2 vit bonde · a1 vit torn · b1 vit springare · c1 vit löpare · f1 vit torn · g1 vit kung | a8 svart torn · c8 svart löpare · d8 svart drottning · f8 svart torn · g8 svart kung · a7 svart bonde · b7 svart bonde · d7 svart springare · e7 svart löpare · f7 svart bonde · g7 svart bonde · h7 svart bonde · c6 svart bonde · e6 svart bonde · f6 svart springare · d5 svart bonde · c4 vit bonde · d4 vit bonde · f3 vit springare · g3 vit bonde · a2 vit bonde · b2 vit bonde · c2 vit drottning · e2 vit bonde · f2 vit bonde · g2 vit löpare · h2 vit bonde · a1 vit torn · b1 vit springare · c1 vit löpare · f1 vit torn · g1 vit kung | a8 svart torn · c8 svart löpare · d8 svart drottning · f8 svart torn · g8 svart kung · a7 svart bonde · b7 svart bonde · d7 svart springare · e7 svart löpare · f7 svart bonde · g7 svart bonde · h7 svart bonde · c6 svart bonde · e6 svart bonde · f6 svart springare · d5 svart bonde · c4 vit bonde · d4 vit bonde · f3 vit springare · g3 vit bonde · a2 vit bonde · b2 vit bonde · c2 vit drottning · e2 vit bonde · f2 vit bonde · g2 vit löpare · h2 vit bonde · a1 vit torn · b1 vit springare · c1 vit löpare · f1 vit torn · g1 vit kung | a8 svart torn · c8 svart löpare · d8 svart drottning · f8 svart torn · g8 svart kung · a7 svart bonde · b7 svart bonde · d7 svart springare · e7 svart löpare · f7 svart bonde · g7 svart bonde · h7 svart bonde · c6 svart bonde · e6 svart bonde · f6 svart springare · d5 svart bonde · c4 vit bonde · d4 vit bonde · f3 vit springare · g3 vit bonde · a2 vit bonde · b2 vit bonde · c2 vit drottning · e2 vit bonde · f2 vit bonde · g2 vit löpare · h2 vit bonde · a1 vit torn · b1 vit springare · c1 vit löpare · f1 vit torn · g1 vit kung | a8 svart torn · c8 svart löpare · d8 svart drottning · f8 svart torn · g8 svart kung · a7 svart bonde · b7 svart bonde · d7 svart springare · e7 svart löpare · f7 svart bonde · g7 svart bonde · h7 svart bonde · c6 svart bonde · e6 svart bonde · f6 svart springare · d5 svart bonde · c4 vit bonde · d4 vit bonde · f3 vit springare · g3 vit bonde · a2 vit bonde · b2 vit bonde · c2 vit drottning · e2 vit bonde · f2 vit bonde · g2 vit löpare · h2 vit bonde · a1 vit torn · b1 vit springare · c1 vit löpare · f1 vit torn · g1 vit kung | a8 svart torn · c8 svart löpare · d8 svart drottning · f8 svart torn · g8 svart kung · a7 svart bonde · b7 svart bonde · d7 svart springare · e7 svart löpare · f7 svart bonde · g7 svart bonde · h7 svart bonde · c6 svart bonde · e6 svart bonde · f6 svart springare · d5 svart bonde · c4 vit bonde · d4 vit bonde · f3 vit springare · g3 vit bonde · a2 vit bonde · b2 vit bonde · c2 vit drottning · e2 vit bonde · f2 vit bonde · g2 vit löpare · h2 vit bonde · a1 vit torn · b1 vit springare · c1 vit löpare · f1 vit torn · g1 vit kung | a8 svart torn · c8 svart löpare · d8 svart drottning · f8 svart torn · g8 svart kung · a7 svart bonde · b7 svart bonde · d7 svart springare · e7 svart löpare · f7 svart bonde · g7 svart bonde · h7 svart bonde · c6 svart bonde · e6 svart bonde · f6 svart springare · d5 svart bonde · c4 vit bonde · d4 vit bonde · f3 vit springare · g3 vit bonde · a2 vit bonde · b2 vit bonde · c2 vit drottning · e2 vit bonde · f2 vit bonde · g2 vit löpare · h2 vit bonde · a1 vit torn · b1 vit springare · c1 vit löpare · f1 vit torn · g1 vit kung | 7 |
| 6 | a8 svart torn · c8 svart löpare · d8 svart drottning · f8 svart torn · g8 svart kung · a7 svart bonde · b7 svart bonde · d7 svart springare · e7 svart löpare · f7 svart bonde · g7 svart bonde · h7 svart bonde · c6 svart bonde · e6 svart bonde · f6 svart springare · d5 svart bonde · c4 vit bonde · d4 vit bonde · f3 vit springare · g3 vit bonde · a2 vit bonde · b2 vit bonde · c2 vit drottning · e2 vit bonde · f2 vit bonde · g2 vit löpare · h2 vit bonde · a1 vit torn · b1 vit springare · c1 vit löpare · f1 vit torn · g1 vit kung | a8 svart torn · c8 svart löpare · d8 svart drottning · f8 svart torn · g8 svart kung · a7 svart bonde · b7 svart bonde · d7 svart springare · e7 svart löpare · f7 svart bonde · g7 svart bonde · h7 svart bonde · c6 svart bonde · e6 svart bonde · f6 svart springare · d5 svart bonde · c4 vit bonde · d4 vit bonde · f3 vit springare · g3 vit bonde · a2 vit bonde · b2 vit bonde · c2 vit drottning · e2 vit bonde · f2 vit bonde · g2 vit löpare · h2 vit bonde · a1 vit torn · b1 vit springare · c1 vit löpare · f1 vit torn · g1 vit kung | a8 svart torn · c8 svart löpare · d8 svart drottning · f8 svart torn · g8 svart kung · a7 svart bonde · b7 svart bonde · d7 svart springare · e7 svart löpare · f7 svart bonde · g7 svart bonde · h7 svart bonde · c6 svart bonde · e6 svart bonde · f6 svart springare · d5 svart bonde · c4 vit bonde · d4 vit bonde · f3 vit springare · g3 vit bonde · a2 vit bonde · b2 vit bonde · c2 vit drottning · e2 vit bonde · f2 vit bonde · g2 vit löpare · h2 vit bonde · a1 vit torn · b1 vit springare · c1 vit löpare · f1 vit torn · g1 vit kung | a8 svart torn · c8 svart löpare · d8 svart drottning · f8 svart torn · g8 svart kung · a7 svart bonde · b7 svart bonde · d7 svart springare · e7 svart löpare · f7 svart bonde · g7 svart bonde · h7 svart bonde · c6 svart bonde · e6 svart bonde · f6 svart springare · d5 svart bonde · c4 vit bonde · d4 vit bonde · f3 vit springare · g3 vit bonde · a2 vit bonde · b2 vit bonde · c2 vit drottning · e2 vit bonde · f2 vit bonde · g2 vit löpare · h2 vit bonde · a1 vit torn · b1 vit springare · c1 vit löpare · f1 vit torn · g1 vit kung | a8 svart torn · c8 svart löpare · d8 svart drottning · f8 svart torn · g8 svart kung · a7 svart bonde · b7 svart bonde · d7 svart springare · e7 svart löpare · f7 svart bonde · g7 svart bonde · h7 svart bonde · c6 svart bonde · e6 svart bonde · f6 svart springare · d5 svart bonde · c4 vit bonde · d4 vit bonde · f3 vit springare · g3 vit bonde · a2 vit bonde · b2 vit bonde · c2 vit drottning · e2 vit bonde · f2 vit bonde · g2 vit löpare · h2 vit bonde · a1 vit torn · b1 vit springare · c1 vit löpare · f1 vit torn · g1 vit kung | a8 svart torn · c8 svart löpare · d8 svart drottning · f8 svart torn · g8 svart kung · a7 svart bonde · b7 svart bonde · d7 svart springare · e7 svart löpare · f7 svart bonde · g7 svart bonde · h7 svart bonde · c6 svart bonde · e6 svart bonde · f6 svart springare · d5 svart bonde · c4 vit bonde · d4 vit bonde · f3 vit springare · g3 vit bonde · a2 vit bonde · b2 vit bonde · c2 vit drottning · e2 vit bonde · f2 vit bonde · g2 vit löpare · h2 vit bonde · a1 vit torn · b1 vit springare · c1 vit löpare · f1 vit torn · g1 vit kung | a8 svart torn · c8 svart löpare · d8 svart drottning · f8 svart torn · g8 svart kung · a7 svart bonde · b7 svart bonde · d7 svart springare · e7 svart löpare · f7 svart bonde · g7 svart bonde · h7 svart bonde · c6 svart bonde · e6 svart bonde · f6 svart springare · d5 svart bonde · c4 vit bonde · d4 vit bonde · f3 vit springare · g3 vit bonde · a2 vit bonde · b2 vit bonde · c2 vit drottning · e2 vit bonde · f2 vit bonde · g2 vit löpare · h2 vit bonde · a1 vit torn · b1 vit springare · c1 vit löpare · f1 vit torn · g1 vit kung | a8 svart torn · c8 svart löpare · d8 svart drottning · f8 svart torn · g8 svart kung · a7 svart bonde · b7 svart bonde · d7 svart springare · e7 svart löpare · f7 svart bonde · g7 svart bonde · h7 svart bonde · c6 svart bonde · e6 svart bonde · f6 svart springare · d5 svart bonde · c4 vit bonde · d4 vit bonde · f3 vit springare · g3 vit bonde · a2 vit bonde · b2 vit bonde · c2 vit drottning · e2 vit bonde · f2 vit bonde · g2 vit löpare · h2 vit bonde · a1 vit torn · b1 vit springare · c1 vit löpare · f1 vit torn · g1 vit kung | 6 |
| 5 | a8 svart torn · c8 svart löpare · d8 svart drottning · f8 svart torn · g8 svart kung · a7 svart bonde · b7 svart bonde · d7 svart springare · e7 svart löpare · f7 svart bonde · g7 svart bonde · h7 svart bonde · c6 svart bonde · e6 svart bonde · f6 svart springare · d5 svart bonde · c4 vit bonde · d4 vit bonde · f3 vit springare · g3 vit bonde · a2 vit bonde · b2 vit bonde · c2 vit drottning · e2 vit bonde · f2 vit bonde · g2 vit löpare · h2 vit bonde · a1 vit torn · b1 vit springare · c1 vit löpare · f1 vit torn · g1 vit kung | a8 svart torn · c8 svart löpare · d8 svart drottning · f8 svart torn · g8 svart kung · a7 svart bonde · b7 svart bonde · d7 svart springare · e7 svart löpare · f7 svart bonde · g7 svart bonde · h7 svart bonde · c6 svart bonde · e6 svart bonde · f6 svart springare · d5 svart bonde · c4 vit bonde · d4 vit bonde · f3 vit springare · g3 vit bonde · a2 vit bonde · b2 vit bonde · c2 vit drottning · e2 vit bonde · f2 vit bonde · g2 vit löpare · h2 vit bonde · a1 vit torn · b1 vit springare · c1 vit löpare · f1 vit torn · g1 vit kung | a8 svart torn · c8 svart löpare · d8 svart drottning · f8 svart torn · g8 svart kung · a7 svart bonde · b7 svart bonde · d7 svart springare · e7 svart löpare · f7 svart bonde · g7 svart bonde · h7 svart bonde · c6 svart bonde · e6 svart bonde · f6 svart springare · d5 svart bonde · c4 vit bonde · d4 vit bonde · f3 vit springare · g3 vit bonde · a2 vit bonde · b2 vit bonde · c2 vit drottning · e2 vit bonde · f2 vit bonde · g2 vit löpare · h2 vit bonde · a1 vit torn · b1 vit springare · c1 vit löpare · f1 vit torn · g1 vit kung | a8 svart torn · c8 svart löpare · d8 svart drottning · f8 svart torn · g8 svart kung · a7 svart bonde · b7 svart bonde · d7 svart springare · e7 svart löpare · f7 svart bonde · g7 svart bonde · h7 svart bonde · c6 svart bonde · e6 svart bonde · f6 svart springare · d5 svart bonde · c4 vit bonde · d4 vit bonde · f3 vit springare · g3 vit bonde · a2 vit bonde · b2 vit bonde · c2 vit drottning · e2 vit bonde · f2 vit bonde · g2 vit löpare · h2 vit bonde · a1 vit torn · b1 vit springare · c1 vit löpare · f1 vit torn · g1 vit kung | a8 svart torn · c8 svart löpare · d8 svart drottning · f8 svart torn · g8 svart kung · a7 svart bonde · b7 svart bonde · d7 svart springare · e7 svart löpare · f7 svart bonde · g7 svart bonde · h7 svart bonde · c6 svart bonde · e6 svart bonde · f6 svart springare · d5 svart bonde · c4 vit bonde · d4 vit bonde · f3 vit springare · g3 vit bonde · a2 vit bonde · b2 vit bonde · c2 vit drottning · e2 vit bonde · f2 vit bonde · g2 vit löpare · h2 vit bonde · a1 vit torn · b1 vit springare · c1 vit löpare · f1 vit torn · g1 vit kung | a8 svart torn · c8 svart löpare · d8 svart drottning · f8 svart torn · g8 svart kung · a7 svart bonde · b7 svart bonde · d7 svart springare · e7 svart löpare · f7 svart bonde · g7 svart bonde · h7 svart bonde · c6 svart bonde · e6 svart bonde · f6 svart springare · d5 svart bonde · c4 vit bonde · d4 vit bonde · f3 vit springare · g3 vit bonde · a2 vit bonde · b2 vit bonde · c2 vit drottning · e2 vit bonde · f2 vit bonde · g2 vit löpare · h2 vit bonde · a1 vit torn · b1 vit springare · c1 vit löpare · f1 vit torn · g1 vit kung | a8 svart torn · c8 svart löpare · d8 svart drottning · f8 svart torn · g8 svart kung · a7 svart bonde · b7 svart bonde · d7 svart springare · e7 svart löpare · f7 svart bonde · g7 svart bonde · h7 svart bonde · c6 svart bonde · e6 svart bonde · f6 svart springare · d5 svart bonde · c4 vit bonde · d4 vit bonde · f3 vit springare · g3 vit bonde · a2 vit bonde · b2 vit bonde · c2 vit drottning · e2 vit bonde · f2 vit bonde · g2 vit löpare · h2 vit bonde · a1 vit torn · b1 vit springare · c1 vit löpare · f1 vit torn · g1 vit kung | a8 svart torn · c8 svart löpare · d8 svart drottning · f8 svart torn · g8 svart kung · a7 svart bonde · b7 svart bonde · d7 svart springare · e7 svart löpare · f7 svart bonde · g7 svart bonde · h7 svart bonde · c6 svart bonde · e6 svart bonde · f6 svart springare · d5 svart bonde · c4 vit bonde · d4 vit bonde · f3 vit springare · g3 vit bonde · a2 vit bonde · b2 vit bonde · c2 vit drottning · e2 vit bonde · f2 vit bonde · g2 vit löpare · h2 vit bonde · a1 vit torn · b1 vit springare · c1 vit löpare · f1 vit torn · g1 vit kung | 5 |
| 4 | a8 svart torn · c8 svart löpare · d8 svart drottning · f8 svart torn · g8 svart kung · a7 svart bonde · b7 svart bonde · d7 svart springare · e7 svart löpare · f7 svart bonde · g7 svart bonde · h7 svart bonde · c6 svart bonde · e6 svart bonde · f6 svart springare · d5 svart bonde · c4 vit bonde · d4 vit bonde · f3 vit springare · g3 vit bonde · a2 vit bonde · b2 vit bonde · c2 vit drottning · e2 vit bonde · f2 vit bonde · g2 vit löpare · h2 vit bonde · a1 vit torn · b1 vit springare · c1 vit löpare · f1 vit torn · g1 vit kung | a8 svart torn · c8 svart löpare · d8 svart drottning · f8 svart torn · g8 svart kung · a7 svart bonde · b7 svart bonde · d7 svart springare · e7 svart löpare · f7 svart bonde · g7 svart bonde · h7 svart bonde · c6 svart bonde · e6 svart bonde · f6 svart springare · d5 svart bonde · c4 vit bonde · d4 vit bonde · f3 vit springare · g3 vit bonde · a2 vit bonde · b2 vit bonde · c2 vit drottning · e2 vit bonde · f2 vit bonde · g2 vit löpare · h2 vit bonde · a1 vit torn · b1 vit springare · c1 vit löpare · f1 vit torn · g1 vit kung | a8 svart torn · c8 svart löpare · d8 svart drottning · f8 svart torn · g8 svart kung · a7 svart bonde · b7 svart bonde · d7 svart springare · e7 svart löpare · f7 svart bonde · g7 svart bonde · h7 svart bonde · c6 svart bonde · e6 svart bonde · f6 svart springare · d5 svart bonde · c4 vit bonde · d4 vit bonde · f3 vit springare · g3 vit bonde · a2 vit bonde · b2 vit bonde · c2 vit drottning · e2 vit bonde · f2 vit bonde · g2 vit löpare · h2 vit bonde · a1 vit torn · b1 vit springare · c1 vit löpare · f1 vit torn · g1 vit kung | a8 svart torn · c8 svart löpare · d8 svart drottning · f8 svart torn · g8 svart kung · a7 svart bonde · b7 svart bonde · d7 svart springare · e7 svart löpare · f7 svart bonde · g7 svart bonde · h7 svart bonde · c6 svart bonde · e6 svart bonde · f6 svart springare · d5 svart bonde · c4 vit bonde · d4 vit bonde · f3 vit springare · g3 vit bonde · a2 vit bonde · b2 vit bonde · c2 vit drottning · e2 vit bonde · f2 vit bonde · g2 vit löpare · h2 vit bonde · a1 vit torn · b1 vit springare · c1 vit löpare · f1 vit torn · g1 vit kung | a8 svart torn · c8 svart löpare · d8 svart drottning · f8 svart torn · g8 svart kung · a7 svart bonde · b7 svart bonde · d7 svart springare · e7 svart löpare · f7 svart bonde · g7 svart bonde · h7 svart bonde · c6 svart bonde · e6 svart bonde · f6 svart springare · d5 svart bonde · c4 vit bonde · d4 vit bonde · f3 vit springare · g3 vit bonde · a2 vit bonde · b2 vit bonde · c2 vit drottning · e2 vit bonde · f2 vit bonde · g2 vit löpare · h2 vit bonde · a1 vit torn · b1 vit springare · c1 vit löpare · f1 vit torn · g1 vit kung | a8 svart torn · c8 svart löpare · d8 svart drottning · f8 svart torn · g8 svart kung · a7 svart bonde · b7 svart bonde · d7 svart springare · e7 svart löpare · f7 svart bonde · g7 svart bonde · h7 svart bonde · c6 svart bonde · e6 svart bonde · f6 svart springare · d5 svart bonde · c4 vit bonde · d4 vit bonde · f3 vit springare · g3 vit bonde · a2 vit bonde · b2 vit bonde · c2 vit drottning · e2 vit bonde · f2 vit bonde · g2 vit löpare · h2 vit bonde · a1 vit torn · b1 vit springare · c1 vit löpare · f1 vit torn · g1 vit kung | a8 svart torn · c8 svart löpare · d8 svart drottning · f8 svart torn · g8 svart kung · a7 svart bonde · b7 svart bonde · d7 svart springare · e7 svart löpare · f7 svart bonde · g7 svart bonde · h7 svart bonde · c6 svart bonde · e6 svart bonde · f6 svart springare · d5 svart bonde · c4 vit bonde · d4 vit bonde · f3 vit springare · g3 vit bonde · a2 vit bonde · b2 vit bonde · c2 vit drottning · e2 vit bonde · f2 vit bonde · g2 vit löpare · h2 vit bonde · a1 vit torn · b1 vit springare · c1 vit löpare · f1 vit torn · g1 vit kung | a8 svart torn · c8 svart löpare · d8 svart drottning · f8 svart torn · g8 svart kung · a7 svart bonde · b7 svart bonde · d7 svart springare · e7 svart löpare · f7 svart bonde · g7 svart bonde · h7 svart bonde · c6 svart bonde · e6 svart bonde · f6 svart springare · d5 svart bonde · c4 vit bonde · d4 vit bonde · f3 vit springare · g3 vit bonde · a2 vit bonde · b2 vit bonde · c2 vit drottning · e2 vit bonde · f2 vit bonde · g2 vit löpare · h2 vit bonde · a1 vit torn · b1 vit springare · c1 vit löpare · f1 vit torn · g1 vit kung | 4 |
| 3 | a8 svart torn · c8 svart löpare · d8 svart drottning · f8 svart torn · g8 svart kung · a7 svart bonde · b7 svart bonde · d7 svart springare · e7 svart löpare · f7 svart bonde · g7 svart bonde · h7 svart bonde · c6 svart bonde · e6 svart bonde · f6 svart springare · d5 svart bonde · c4 vit bonde · d4 vit bonde · f3 vit springare · g3 vit bonde · a2 vit bonde · b2 vit bonde · c2 vit drottning · e2 vit bonde · f2 vit bonde · g2 vit löpare · h2 vit bonde · a1 vit torn · b1 vit springare · c1 vit löpare · f1 vit torn · g1 vit kung | a8 svart torn · c8 svart löpare · d8 svart drottning · f8 svart torn · g8 svart kung · a7 svart bonde · b7 svart bonde · d7 svart springare · e7 svart löpare · f7 svart bonde · g7 svart bonde · h7 svart bonde · c6 svart bonde · e6 svart bonde · f6 svart springare · d5 svart bonde · c4 vit bonde · d4 vit bonde · f3 vit springare · g3 vit bonde · a2 vit bonde · b2 vit bonde · c2 vit drottning · e2 vit bonde · f2 vit bonde · g2 vit löpare · h2 vit bonde · a1 vit torn · b1 vit springare · c1 vit löpare · f1 vit torn · g1 vit kung | a8 svart torn · c8 svart löpare · d8 svart drottning · f8 svart torn · g8 svart kung · a7 svart bonde · b7 svart bonde · d7 svart springare · e7 svart löpare · f7 svart bonde · g7 svart bonde · h7 svart bonde · c6 svart bonde · e6 svart bonde · f6 svart springare · d5 svart bonde · c4 vit bonde · d4 vit bonde · f3 vit springare · g3 vit bonde · a2 vit bonde · b2 vit bonde · c2 vit drottning · e2 vit bonde · f2 vit bonde · g2 vit löpare · h2 vit bonde · a1 vit torn · b1 vit springare · c1 vit löpare · f1 vit torn · g1 vit kung | a8 svart torn · c8 svart löpare · d8 svart drottning · f8 svart torn · g8 svart kung · a7 svart bonde · b7 svart bonde · d7 svart springare · e7 svart löpare · f7 svart bonde · g7 svart bonde · h7 svart bonde · c6 svart bonde · e6 svart bonde · f6 svart springare · d5 svart bonde · c4 vit bonde · d4 vit bonde · f3 vit springare · g3 vit bonde · a2 vit bonde · b2 vit bonde · c2 vit drottning · e2 vit bonde · f2 vit bonde · g2 vit löpare · h2 vit bonde · a1 vit torn · b1 vit springare · c1 vit löpare · f1 vit torn · g1 vit kung | a8 svart torn · c8 svart löpare · d8 svart drottning · f8 svart torn · g8 svart kung · a7 svart bonde · b7 svart bonde · d7 svart springare · e7 svart löpare · f7 svart bonde · g7 svart bonde · h7 svart bonde · c6 svart bonde · e6 svart bonde · f6 svart springare · d5 svart bonde · c4 vit bonde · d4 vit bonde · f3 vit springare · g3 vit bonde · a2 vit bonde · b2 vit bonde · c2 vit drottning · e2 vit bonde · f2 vit bonde · g2 vit löpare · h2 vit bonde · a1 vit torn · b1 vit springare · c1 vit löpare · f1 vit torn · g1 vit kung | a8 svart torn · c8 svart löpare · d8 svart drottning · f8 svart torn · g8 svart kung · a7 svart bonde · b7 svart bonde · d7 svart springare · e7 svart löpare · f7 svart bonde · g7 svart bonde · h7 svart bonde · c6 svart bonde · e6 svart bonde · f6 svart springare · d5 svart bonde · c4 vit bonde · d4 vit bonde · f3 vit springare · g3 vit bonde · a2 vit bonde · b2 vit bonde · c2 vit drottning · e2 vit bonde · f2 vit bonde · g2 vit löpare · h2 vit bonde · a1 vit torn · b1 vit springare · c1 vit löpare · f1 vit torn · g1 vit kung | a8 svart torn · c8 svart löpare · d8 svart drottning · f8 svart torn · g8 svart kung · a7 svart bonde · b7 svart bonde · d7 svart springare · e7 svart löpare · f7 svart bonde · g7 svart bonde · h7 svart bonde · c6 svart bonde · e6 svart bonde · f6 svart springare · d5 svart bonde · c4 vit bonde · d4 vit bonde · f3 vit springare · g3 vit bonde · a2 vit bonde · b2 vit bonde · c2 vit drottning · e2 vit bonde · f2 vit bonde · g2 vit löpare · h2 vit bonde · a1 vit torn · b1 vit springare · c1 vit löpare · f1 vit torn · g1 vit kung | a8 svart torn · c8 svart löpare · d8 svart drottning · f8 svart torn · g8 svart kung · a7 svart bonde · b7 svart bonde · d7 svart springare · e7 svart löpare · f7 svart bonde · g7 svart bonde · h7 svart bonde · c6 svart bonde · e6 svart bonde · f6 svart springare · d5 svart bonde · c4 vit bonde · d4 vit bonde · f3 vit springare · g3 vit bonde · a2 vit bonde · b2 vit bonde · c2 vit drottning · e2 vit bonde · f2 vit bonde · g2 vit löpare · h2 vit bonde · a1 vit torn · b1 vit springare · c1 vit löpare · f1 vit torn · g1 vit kung | 3 |
| 2 | a8 svart torn · c8 svart löpare · d8 svart drottning · f8 svart torn · g8 svart kung · a7 svart bonde · b7 svart bonde · d7 svart springare · e7 svart löpare · f7 svart bonde · g7 svart bonde · h7 svart bonde · c6 svart bonde · e6 svart bonde · f6 svart springare · d5 svart bonde · c4 vit bonde · d4 vit bonde · f3 vit springare · g3 vit bonde · a2 vit bonde · b2 vit bonde · c2 vit drottning · e2 vit bonde · f2 vit bonde · g2 vit löpare · h2 vit bonde · a1 vit torn · b1 vit springare · c1 vit löpare · f1 vit torn · g1 vit kung | a8 svart torn · c8 svart löpare · d8 svart drottning · f8 svart torn · g8 svart kung · a7 svart bonde · b7 svart bonde · d7 svart springare · e7 svart löpare · f7 svart bonde · g7 svart bonde · h7 svart bonde · c6 svart bonde · e6 svart bonde · f6 svart springare · d5 svart bonde · c4 vit bonde · d4 vit bonde · f3 vit springare · g3 vit bonde · a2 vit bonde · b2 vit bonde · c2 vit drottning · e2 vit bonde · f2 vit bonde · g2 vit löpare · h2 vit bonde · a1 vit torn · b1 vit springare · c1 vit löpare · f1 vit torn · g1 vit kung | a8 svart torn · c8 svart löpare · d8 svart drottning · f8 svart torn · g8 svart kung · a7 svart bonde · b7 svart bonde · d7 svart springare · e7 svart löpare · f7 svart bonde · g7 svart bonde · h7 svart bonde · c6 svart bonde · e6 svart bonde · f6 svart springare · d5 svart bonde · c4 vit bonde · d4 vit bonde · f3 vit springare · g3 vit bonde · a2 vit bonde · b2 vit bonde · c2 vit drottning · e2 vit bonde · f2 vit bonde · g2 vit löpare · h2 vit bonde · a1 vit torn · b1 vit springare · c1 vit löpare · f1 vit torn · g1 vit kung | a8 svart torn · c8 svart löpare · d8 svart drottning · f8 svart torn · g8 svart kung · a7 svart bonde · b7 svart bonde · d7 svart springare · e7 svart löpare · f7 svart bonde · g7 svart bonde · h7 svart bonde · c6 svart bonde · e6 svart bonde · f6 svart springare · d5 svart bonde · c4 vit bonde · d4 vit bonde · f3 vit springare · g3 vit bonde · a2 vit bonde · b2 vit bonde · c2 vit drottning · e2 vit bonde · f2 vit bonde · g2 vit löpare · h2 vit bonde · a1 vit torn · b1 vit springare · c1 vit löpare · f1 vit torn · g1 vit kung | a8 svart torn · c8 svart löpare · d8 svart drottning · f8 svart torn · g8 svart kung · a7 svart bonde · b7 svart bonde · d7 svart springare · e7 svart löpare · f7 svart bonde · g7 svart bonde · h7 svart bonde · c6 svart bonde · e6 svart bonde · f6 svart springare · d5 svart bonde · c4 vit bonde · d4 vit bonde · f3 vit springare · g3 vit bonde · a2 vit bonde · b2 vit bonde · c2 vit drottning · e2 vit bonde · f2 vit bonde · g2 vit löpare · h2 vit bonde · a1 vit torn · b1 vit springare · c1 vit löpare · f1 vit torn · g1 vit kung | a8 svart torn · c8 svart löpare · d8 svart drottning · f8 svart torn · g8 svart kung · a7 svart bonde · b7 svart bonde · d7 svart springare · e7 svart löpare · f7 svart bonde · g7 svart bonde · h7 svart bonde · c6 svart bonde · e6 svart bonde · f6 svart springare · d5 svart bonde · c4 vit bonde · d4 vit bonde · f3 vit springare · g3 vit bonde · a2 vit bonde · b2 vit bonde · c2 vit drottning · e2 vit bonde · f2 vit bonde · g2 vit löpare · h2 vit bonde · a1 vit torn · b1 vit springare · c1 vit löpare · f1 vit torn · g1 vit kung | a8 svart torn · c8 svart löpare · d8 svart drottning · f8 svart torn · g8 svart kung · a7 svart bonde · b7 svart bonde · d7 svart springare · e7 svart löpare · f7 svart bonde · g7 svart bonde · h7 svart bonde · c6 svart bonde · e6 svart bonde · f6 svart springare · d5 svart bonde · c4 vit bonde · d4 vit bonde · f3 vit springare · g3 vit bonde · a2 vit bonde · b2 vit bonde · c2 vit drottning · e2 vit bonde · f2 vit bonde · g2 vit löpare · h2 vit bonde · a1 vit torn · b1 vit springare · c1 vit löpare · f1 vit torn · g1 vit kung | a8 svart torn · c8 svart löpare · d8 svart drottning · f8 svart torn · g8 svart kung · a7 svart bonde · b7 svart bonde · d7 svart springare · e7 svart löpare · f7 svart bonde · g7 svart bonde · h7 svart bonde · c6 svart bonde · e6 svart bonde · f6 svart springare · d5 svart bonde · c4 vit bonde · d4 vit bonde · f3 vit springare · g3 vit bonde · a2 vit bonde · b2 vit bonde · c2 vit drottning · e2 vit bonde · f2 vit bonde · g2 vit löpare · h2 vit bonde · a1 vit torn · b1 vit springare · c1 vit löpare · f1 vit torn · g1 vit kung | 2 |
| 1 | a8 svart torn · c8 svart löpare · d8 svart drottning · f8 svart torn · g8 svart kung · a7 svart bonde · b7 svart bonde · d7 svart springare · e7 svart löpare · f7 svart bonde · g7 svart bonde · h7 svart bonde · c6 svart bonde · e6 svart bonde · f6 svart springare · d5 svart bonde · c4 vit bonde · d4 vit bonde · f3 vit springare · g3 vit bonde · a2 vit bonde · b2 vit bonde · c2 vit drottning · e2 vit bonde · f2 vit bonde · g2 vit löpare · h2 vit bonde · a1 vit torn · b1 vit springare · c1 vit löpare · f1 vit torn · g1 vit kung | a8 svart torn · c8 svart löpare · d8 svart drottning · f8 svart torn · g8 svart kung · a7 svart bonde · b7 svart bonde · d7 svart springare · e7 svart löpare · f7 svart bonde · g7 svart bonde · h7 svart bonde · c6 svart bonde · e6 svart bonde · f6 svart springare · d5 svart bonde · c4 vit bonde · d4 vit bonde · f3 vit springare · g3 vit bonde · a2 vit bonde · b2 vit bonde · c2 vit drottning · e2 vit bonde · f2 vit bonde · g2 vit löpare · h2 vit bonde · a1 vit torn · b1 vit springare · c1 vit löpare · f1 vit torn · g1 vit kung | a8 svart torn · c8 svart löpare · d8 svart drottning · f8 svart torn · g8 svart kung · a7 svart bonde · b7 svart bonde · d7 svart springare · e7 svart löpare · f7 svart bonde · g7 svart bonde · h7 svart bonde · c6 svart bonde · e6 svart bonde · f6 svart springare · d5 svart bonde · c4 vit bonde · d4 vit bonde · f3 vit springare · g3 vit bonde · a2 vit bonde · b2 vit bonde · c2 vit drottning · e2 vit bonde · f2 vit bonde · g2 vit löpare · h2 vit bonde · a1 vit torn · b1 vit springare · c1 vit löpare · f1 vit torn · g1 vit kung | a8 svart torn · c8 svart löpare · d8 svart drottning · f8 svart torn · g8 svart kung · a7 svart bonde · b7 svart bonde · d7 svart springare · e7 svart löpare · f7 svart bonde · g7 svart bonde · h7 svart bonde · c6 svart bonde · e6 svart bonde · f6 svart springare · d5 svart bonde · c4 vit bonde · d4 vit bonde · f3 vit springare · g3 vit bonde · a2 vit bonde · b2 vit bonde · c2 vit drottning · e2 vit bonde · f2 vit bonde · g2 vit löpare · h2 vit bonde · a1 vit torn · b1 vit springare · c1 vit löpare · f1 vit torn · g1 vit kung | a8 svart torn · c8 svart löpare · d8 svart drottning · f8 svart torn · g8 svart kung · a7 svart bonde · b7 svart bonde · d7 svart springare · e7 svart löpare · f7 svart bonde · g7 svart bonde · h7 svart bonde · c6 svart bonde · e6 svart bonde · f6 svart springare · d5 svart bonde · c4 vit bonde · d4 vit bonde · f3 vit springare · g3 vit bonde · a2 vit bonde · b2 vit bonde · c2 vit drottning · e2 vit bonde · f2 vit bonde · g2 vit löpare · h2 vit bonde · a1 vit torn · b1 vit springare · c1 vit löpare · f1 vit torn · g1 vit kung | a8 svart torn · c8 svart löpare · d8 svart drottning · f8 svart torn · g8 svart kung · a7 svart bonde · b7 svart bonde · d7 svart springare · e7 svart löpare · f7 svart bonde · g7 svart bonde · h7 svart bonde · c6 svart bonde · e6 svart bonde · f6 svart springare · d5 svart bonde · c4 vit bonde · d4 vit bonde · f3 vit springare · g3 vit bonde · a2 vit bonde · b2 vit bonde · c2 vit drottning · e2 vit bonde · f2 vit bonde · g2 vit löpare · h2 vit bonde · a1 vit torn · b1 vit springare · c1 vit löpare · f1 vit torn · g1 vit kung | a8 svart torn · c8 svart löpare · d8 svart drottning · f8 svart torn · g8 svart kung · a7 svart bonde · b7 svart bonde · d7 svart springare · e7 svart löpare · f7 svart bonde · g7 svart bonde · h7 svart bonde · c6 svart bonde · e6 svart bonde · f6 svart springare · d5 svart bonde · c4 vit bonde · d4 vit bonde · f3 vit springare · g3 vit bonde · a2 vit bonde · b2 vit bonde · c2 vit drottning · e2 vit bonde · f2 vit bonde · g2 vit löpare · h2 vit bonde · a1 vit torn · b1 vit springare · c1 vit löpare · f1 vit torn · g1 vit kung | a8 svart torn · c8 svart löpare · d8 svart drottning · f8 svart torn · g8 svart kung · a7 svart bonde · b7 svart bonde · d7 svart springare · e7 svart löpare · f7 svart bonde · g7 svart bonde · h7 svart bonde · c6 svart bonde · e6 svart bonde · f6 svart springare · d5 svart bonde · c4 vit bonde · d4 vit bonde · f3 vit springare · g3 vit bonde · a2 vit bonde · b2 vit bonde · c2 vit drottning · e2 vit bonde · f2 vit bonde · g2 vit löpare · h2 vit bonde · a1 vit torn · b1 vit springare · c1 vit löpare · f1 vit torn · g1 vit kung | 1 |
|   | a | b | c | d | e | f | g | h |   |

I slutet katalanskt kan svart komma lite trångt men han står solitt. Huvudvarianten fortsätter 4...Le7 5.Sf3 0–0 6.0–0 c6 7.Dc2 Sbd7.